# 国家发展和改革委员会经济体制与管理研究所
经济体制与管理研究所，全称国家发展和改革委员会经济体制与管理研究所，简称体改所，是中华人民共和国国家发展和改革委员会（发改委）下属的正局级科研事业单位。体改所是发改委直属的中国宏观经济研究院的组成单位之一，位于北京市西城区南草厂街1号，属于改革类国家级“高端智库”。该所的前身是1984年12月成立的中国经济体制改革研究所，以及国家经济体制改革委员会经济管理研究所，此二者于1990年合并，并于1991年5月进行人员重组后，成为经济体制与管理研究所。

## 历史
经济体制与管理研究所是以研究经济体制改革为主的科研事业单位，是中央二级预算拨款科研事业单位，为中华人民共和国国家发展和改革委员会（简称发改委）中心工作服务。该所于1991年5月在人员重组的基础上，启用“经济体制与管理研究所”的名称。1991年5月前，该所就人员结构而言有两个前身，即原中国经济体制改革研究所、原国家经济体制改革委员会经济管理研究所，二者均隶属当时的中华人民共和国国家经济体制改革委员会（简称体改委）。
中国经济体制改革研究所成立于1984年12月，简称体改所，隶属于体改委，首任所长是高尚全。1985年5月，高尚全升任体改委副主任，体改所所长由陈一谘接任。体改所是体改委中影响最大的机构之一。在1980年代中国社会科学的恢复重建中，最引人注目的有两个相互交叉的圈子，一是以《走向未来》丛书和《20世纪文库》为代表的学者圈，二是以体改所和中共中央书记处农村政策研究室为中心的“智囊圈”。体改所一成立，就于1985年2月至11月间，连同北京青年经济学会组织进行了大型城市经济体制改革调查，包括21个部委、研究机构、大专院校的近400名专业人员、研究生、大学生，对23个试点城市进行了调查，形成了130余万字的156篇调查报告。
1990年，中国经济体制改革研究所与“国家经济体制改革委员会经济管理研究所”合并重组，后更名为“国家经济体制改革委员会经济体制改革与管理研究所”，原体改所的大部分成员后来各奔东西。新所的总部设在北京。

### 名称演变
1991年5月起，该所法定全称的沿革如下：
- 1991年5月至1996年为“国家经济体制改革委员会 经济体制与管理研究所”
- 1996年至1998年为“国家经济体制改革委员会 经济体制改革研究院”
- 1998年至2003年为“国务院经济体制改革办公室 经济体制与管理研究所”
- 2003年后为“国家发展和改革委员会 经济体制与管理研究所”

## 历任所长
- 刘树仁（1991年—1994年）[2]
- 乌杰（1994年—1998年）[2]
- 李剑阁（1998年—2003年）[2]
- 刘福垣（2003年—2005年）[2]
- 聂高民（2005年—2014年）[2]
- 银温泉（2014年—？）[2][9]
- 李振京（？—）[10]